# Andrés Rebolledo
Andrés Ignacio Rebolledo Smitmans (17 de abril de 1968) es un economista chileno, militante del Partido Socialista (PS). Experto en relaciones económicas internacionales y en el área de energía, trabajó por más de 20 años en el Ministerio de Relaciones Exteriores de Chile y se desempeñó como ministro de Energía entre 2016 y 2018 bajo el segundo gobierno de Michelle Bachelet.

## Biografía
Estudió en el Instituto Nacional y la Facultad de Economía y Negocios de la Universidad de Chile donde ingresó al Partido Socialista. Realizó estudios de posgrado en Economía Internacional y Desarrollo Económico en la Universidad Complutense de Madrid, España. En los años 1990 se integró a la Dirección General de Relaciones Económicas Internacionales (Direcon), donde se desempeñó como encargado del área México, Centroamérica y ALADI y posteriormente como jefe del Departamento América Latina e Integración; entre 2005 y 2008 fue director de Asuntos Económicos Bilaterales de la Direcon.

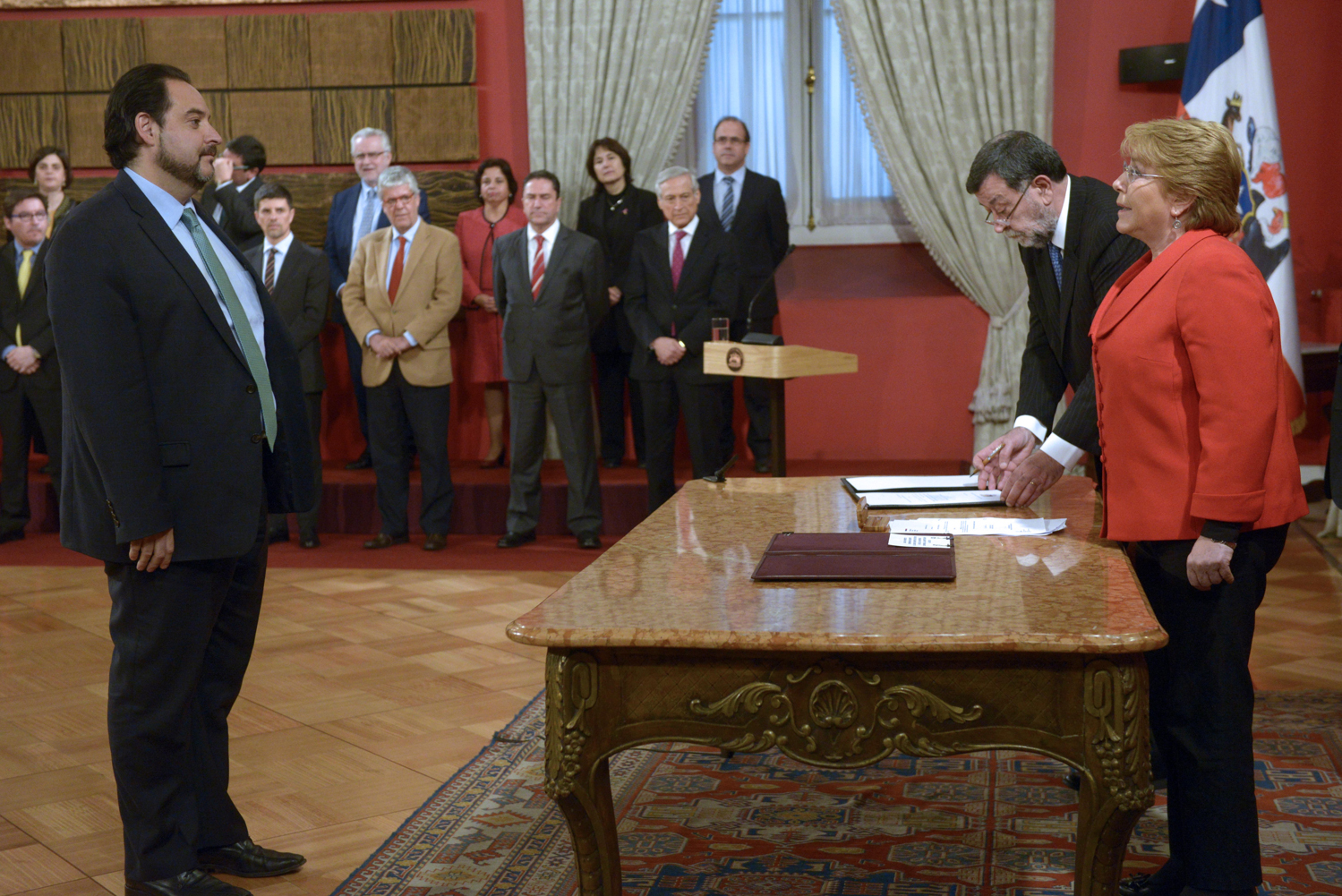
Rebolledo en su juramento como ministro de Energía en 2016.

En 2009, la presidenta Michelle Bachelet lo nombró embajador de Chile en Uruguay y representante del país ante la ALADI. Entre 2010 y 2014 fue  consultor en el área de Integración y Comercio del Banco Interamericano de Desarrollo (BID), en Washington (Estados Unidos).
En marzo de 2014 fue designado como director general de la Direcon del segundo gobierno de Bachelet. En octubre de 2016 asumió como ministro de Energía, en reemplazo de Máximo Pacheco.
Desde año 2020 hasta el 2022 ejerció como Decano de la Facultad de Administración y Negocios de la Universidad SEK de Chile. En diciembre de 2022 gana elección para dirigir la Organización Latinoamérica de Energía, OLADE y asume como Secretario Ejecutivo el 1 de marzo de 2023.